# Arkadiusz Michalski
Arkadiusz Michalski (Głogów, 7 de enero de 1990) es un deportista polaco que compite en halterofilia.
Ganó una medalla de bronce en el Campeonato Mundial de Halterofilia de 2018 y cuatro medallas en el Campeonato Europeo de Halterofilia entre los años 2015 y 2018. Participó en los Juegos Olímpicos de Río de Janeiro 2016, ocupando el séptimo lugar en la categoría de 105 kg.

## Palmarés internacional
| Campeonato Mundial | Campeonato Mundial     | Campeonato Mundial | Campeonato Mundial |
| Año                | Lugar                  | Medalla            | Categoría          |
| ------------------ | ---------------------- | ------------------ | ------------------ |
| 2018               | Asjabad (Turkmenistán) | Medalla de bronce  | 109 kg             |
| Campeonato Europeo |                        |                    |                    |
| Año                | Lugar                  | Medalla            | Categoría          |
| 2015               | Tiflis (Georgia)       | Medalla de bronce  | 105 kg             |
| 2016               | Førde (Noruega)        | Medalla de plata   | 105 kg             |
| 2017               | Split (Croacia)        | Medalla de bronce  | 105 kg             |
| 2018               | Bucarest (Rumania)     | Medalla de oro     | 105 kg             |